# Foshan (sockenhuvudort i Kina, Yunnan Sheng, lat 28,73, long 98,81)
Foshan (kinesiska: 佛山, 佛山乡) är en sockenhuvudort i Kina. Den ligger i provinsen Yunnan, i den sydvästra delen av landet, omkring 560 kilometer nordväst om provinshuvudstaden Kunming. Antalet invånare är 3 898. Befolkningen består av 1 940 kvinnor och 1 958 män. Barn under 15 år utgör 18,0 %, vuxna 15-64 år 73 %, och äldre över 65 år 8,0 %.
Runt Foshan är det mycket glesbefolkat, med 7 invånare per kvadratkilometer. Det finns inga andra samhällen i närheten. Trakten runt Foshan består i huvudsak av gräsmarker.
Genomsnittlig årsnederbörd är 789 millimeter. Den regnigaste månaden är juli, med i genomsnitt 240 mm nederbörd, och den torraste är november, med 4 mm nederbörd.